# Saab 29

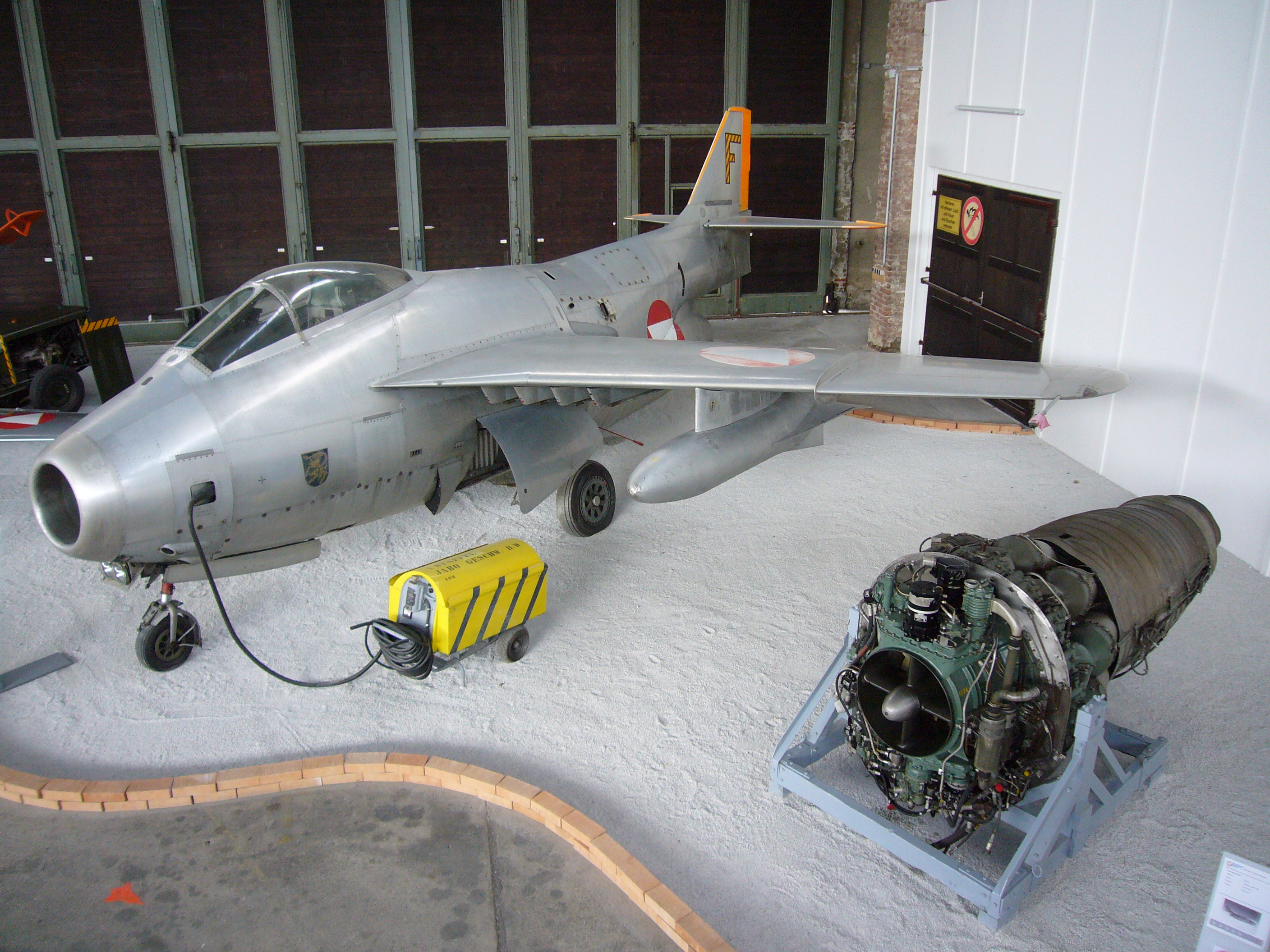
Österreichische „Tonne“ J 29F mit Triebwerk

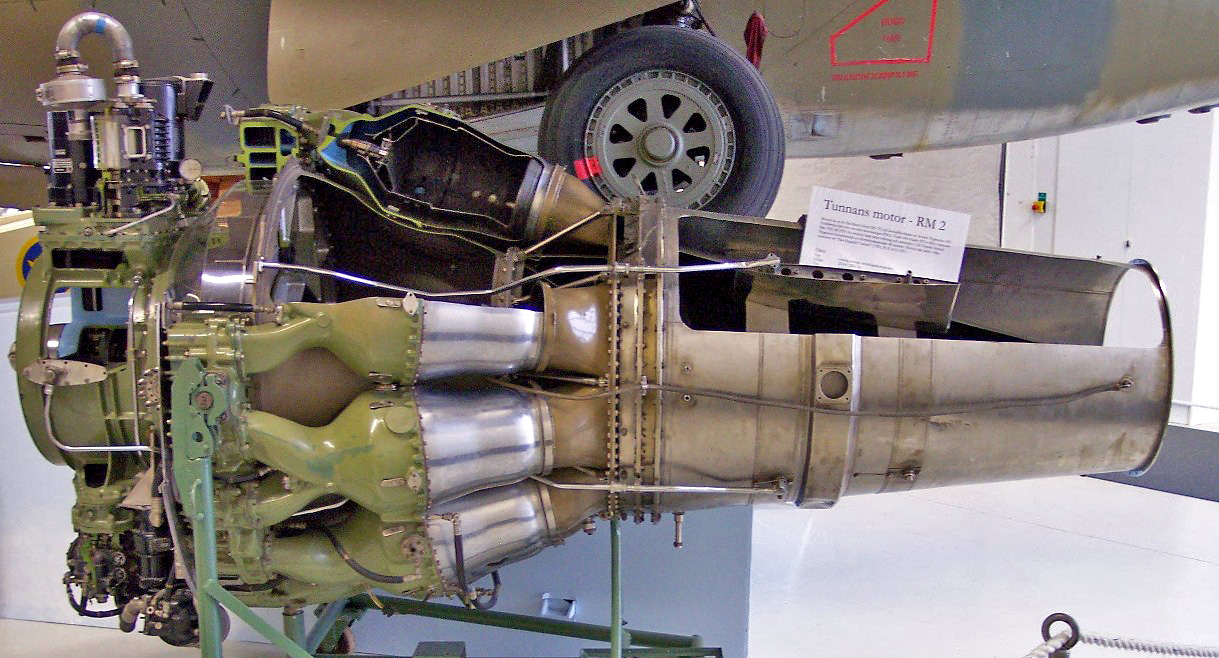
Das Triebwerk RM2 der Tunnan, ein in Lizenz gefertigtes de Havilland Ghost

Die Saab 29 Tunnan (deutsch die Tonne) war ein einstrahliges Kampfflugzeug des schwedischen Flugzeugherstellers Saab aus der unmittelbaren Nachkriegszeit. Die Bezeichnung „Tunnan“ (schwedisch für Tonne, Fass) leitet sich vom gedrungenen und etwas bauchigen Erscheinungsbild des Flugzeuges ab, das an eine fliegende Tonne erinnerte. Es war das erste in Westeuropa nach dem Zweiten Weltkrieg in Serie gefertigte Kampfflugzeug mit Pfeilflügeln.

## Geschichte
Im Frühjahr 1945 wurde ein Angestellter der Messerschmitt-Werke, der geheime Dokumente der SS mit sich führte, beim illegalen Übertritt der deutsch-schweizerischen Grenze verhaftet. Im Herbst 1945 kam Frid Wänström, Projektleiter von Saab, in die Schweiz und prüfte dort die Unterlagen. Er erkannte deren Bedeutung und begann darauf basierend die Entwicklung der Saab 29. Als Basis der Entwicklung diente das Messerschmitt-Projekt P.1101.
Der Erstflug des ersten Prototyps fand am 1. September 1948 durch den britischen Piloten Robert Moore statt. Insgesamt wurden während der Entwicklungsphase noch drei weitere Prototypen gefertigt, die am 29. Februar und 18. August 1949 sowie am 21. Juli 1950 erstmals flogen.

## Konstruktion
Bei der Saab 29 handelt es sich um einen ganz aus Metall gefertigten, einsitzigen, von einem Strahltriebwerk angetriebenen Mitteldecker. Die Tragflächen sind als Pfeilflügel ausgeführt und weisen ab der E-Variante einen Sägezahn mit Grenzschichtzaun auf, was höhere Anstellwinkel möglich machte. Das Fahrwerk ist einziehbar ausgeführt.
Es war das erste Kampfflugzeug dieser Art in West-Europa und ähnelte in der Auslegung der deutschen Messerschmitt P.1101, der sowjetischen MiG-15 und der US-amerikanischen F-86. Das gedrungene Erscheinungsbild ist auf das mit Radialverdichter ausgeführte De-Havilland-Ghost-Triebwerk zurückzuführen.
Um die Langsamflugeigenschaften beherrschbar zu gestalten, wurden automatische Vorflügel aus Leichtmetallguss an den Tragflächen angebracht, die bei eingefahrenen Landeklappen verriegelt waren. Die Landeklappen reichten beim ersten Prototyp über die gesamte Tragflächenlänge, wobei die Querruder gleichzeitig als Landeklappen dienten. Ab dem zweiten Prototyp wurden diese Funktionen wieder getrennt. Die Pfeilung des zweiholmigen Tragwerkes betrug 25°; es bestand zum Teil aus der Aluminiumlegierung 75S und wurde mit Senknieten gefertigt. Die Höhenflosse, an der auch das Höhenruder angebracht war, konnte zur Trimmung von +1° bis −6° eingestellt werden.
Zur Sicherheit des Piloten wurde ein bei Saab entwickelter Schleudersitz eingebaut. Der Projektleiter bei Saab war Lars Brising.

## Einsatz
Die Einsatzbezeichnung lautete J 29 für die Jagdvarianten (schwedisch: „Jakt“) und S 29 für die Aufklärungsvariante (schwedisch: „Spaning“). Am 10. Mai 1951 wurden die ersten Serienmaschinen an die Staffel F 13 in Norrköping ausgeliefert. In den Jahren 1954 und 1955 erlangte die Saab 29 die Aufmerksamkeit der Weltöffentlichkeit, als es gelang, zwei Weltrekorde aufzustellen – einmal mit einer Saab 29B 977 km/h über eine Strecke von 500 km und dann mit einer Saab 29C 900 km/h über eine Großkreis-Distanz von 1000 km.
Während der Operation der Vereinten Nationen in Kongo wurden neun Saab J 29B und zwei S 29C bereitgestellt.
Ab 1960 wurde die Tunnan durch den wesentlich modernen Nachfolger Saab 35 Draken ersetzt, die letzten davon im Mai 1967. Bis August 1976 dienten einige Tunnan allerdings noch als Zielschlepper und zum EloKa-Training. Insgesamt baute Saab neben den Prototypen 224 Exemplare der J 29A, 360 J 29B (viele später modifiziert zu J 29E und J 29F) und 76 Maschinen der Aufklärerversion S 29C. Während der Einsatzzeit verloren die schwedischen Luftstreitkräfte durch Unfälle 245 J 29, bei denen fast 100 Piloten ums Leben kamen.

## Export
Einziger Exportkunde des Musters war das österreichische Bundesheer. Der Alpenstaat übernahm zwischen 1960 und 1962 insgesamt 30 gebrauchte Saab 29F in zwei Losen zu je 15 Flugzeugen und betrieb diese bis 1973. Zehn gingen bei Unfällen verloren.

## Varianten

Schnittzeichnung der E-Variante

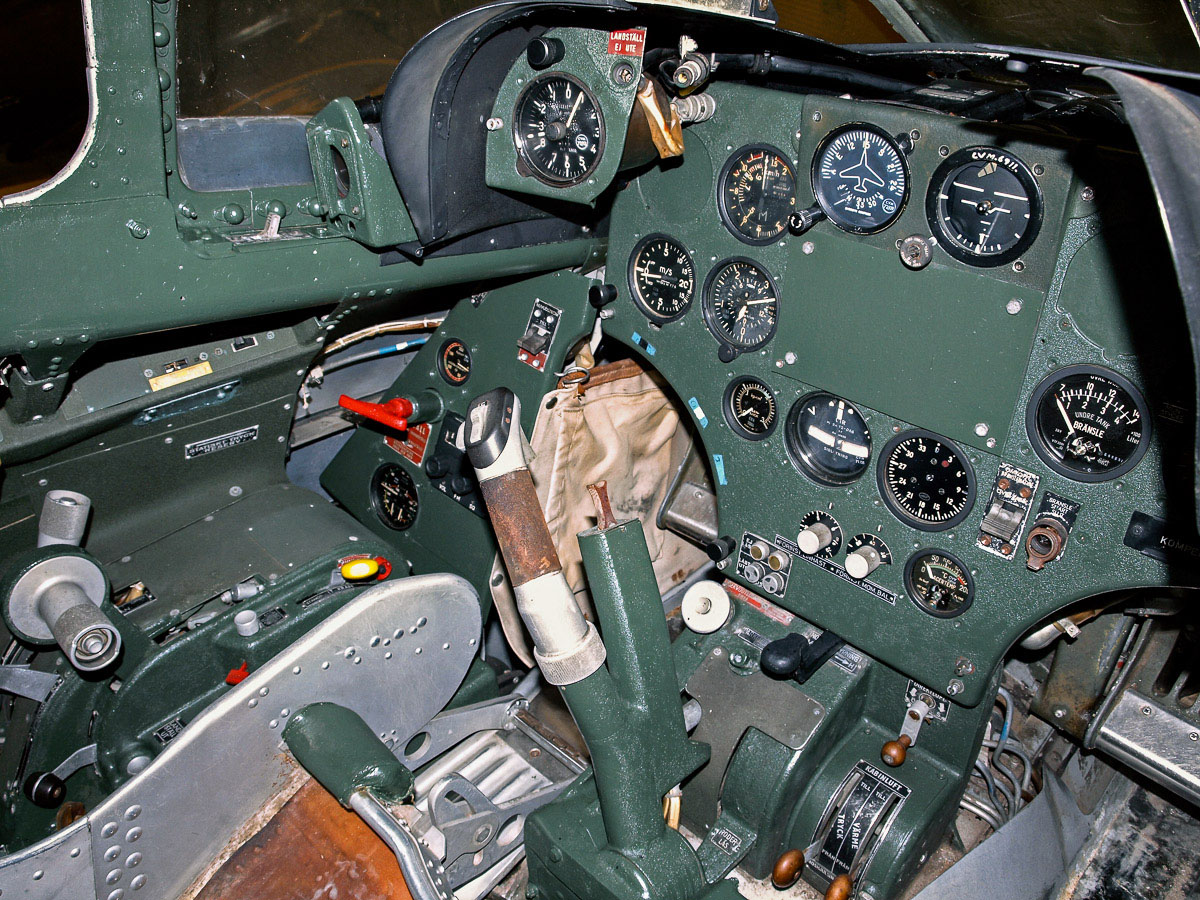
Cockpit einer SAAB J 29F Tunnan

Folgende Varianten wurden gefertigt:
- Saab J 29A: Jagdflugzeug, erste Serienausführung, ab Mai 1948 Truppenerprobung durch die in Norrköping stationierte Flygflottilj 13, ab Januar 1952 Freigabe für die reguläre Truppe. Bis 1953 wurden 224 Exemplare produziert
- Saab J 29B: Jagdflugzeug mit von 1400 auf 2100 Litern Inhalt vergrößerten Flächentanks. Als Jagdbomber mit ungelenkten Raketen oder Napalmbomben bewaffnet als A 29 bezeichnet und bei der F 6 in Karlsborg und der F 7 in Såtenäs eingesetzt. Gebaut wurden 360 J/A 29B
- Saab S 29C: Unbewaffnetes Aufklärungsflugzeug mit sieben Kameras und über zwei Stunden Flugzeit. Der Erstflug fand am 3. Juni 1953 statt; von 1954 bis 1956 wurden 76 Stück gebaut, die bei der F 11 in Nyköping und der F 21 in Luleå in Dienst gestellt wurden
- Saab J 29D: mit einem Nachbrenner ausgerüstete J 29B, nur Muster. Ab März 1954 getestet, wobei sich der Schub durch den Nachbrenner um 25 % auf 27,44 kN erhöhte. Damit konnten 1060 km/h Geschwindigkeit und eine von 40 auf 60 m/s erhöhte Steigleistung erzielt werden. Die Startstrecke verringerte sich von 1350 m auf 790 m
- Saab J 29E: Jagdflugzeug mit modifizierten Tragflächen, bei denen die Vorflügel zugunsten einer Vorderkante mit Sägezahn entfielen, was eine Erhöhung der Geschwindigkeit bewirkte. Erstflug am 3. Dezember 1953. 29 Stück wurden neu hergestellt und eine größere Anzahl von B- und C-Mustern auf diesen Standard umgerüstet
- Saab J 29F: Jagdflugzeug, umgerüstete Saab J 29B und J 29E mit dem modifizierten Tragflügel der J 29E und dem schwedischen Nachbrenner RM 2B. Der Erstflug erfolgte am 20. März 1954; von Februar 1955 bis Dezember 1958 wurden 308 Flugzeuge der beiden Versionen dementsprechend umgebaut

## Nutzer
- Österreich
- Schweden
- UNO (Einsatz im Kongo durch die schwedische Luftwaffe)

## Technische Daten
| Kenngröße             | Daten (Saab J 29F)                                     |
| --------------------- | ------------------------------------------------------ |
| Besatzung             | 1                                                      |
| Länge                 | 10,22 m                                                |
| Spannweite            | 11,00 m                                                |
| Höhe                  | 3,75 m                                                 |
| Flügelfläche          | 24,15 m²                                               |
| Flügelstreckung       | 5,0                                                    |
| Rüstmasse             | 4.845 kg                                               |
| Startmasse            | norm. 7.720 kg max. 8.375 kg                           |
| Antrieb               | 1 × Svenska Flygmotor RM 2B                            |
| Schub                 | 12,35 kN (ohne Nachbrenner) 27,45 kN (mit Nachbrenner) |
| Höchstgeschwindigkeit | 1.060 km/h                                             |
| Marschgeschwindigkeit | 800 km/h                                               |
| Landegeschwindigkeit  | 220 km/h                                               |
| Steigleistung         | 60 m/s in Bodennähe                                    |
| Dienstgipfelhöhe      | 15.500 m                                               |
| Reichweite            | 1.100 km                                               |
| Startstrecke          | 790 m                                                  |
| Landestrecke          | 650 m                                                  |

## Bewaffnung
Im Rumpf integrierte Rohrwaffen
- 4 × 20-mm-Maschinenkanone Hispano-Suiza 804 (Mk. V bzw. Akan m/47C) mit je 180 Schuss Munition

Kampfmittel bis zu 1000 kg an acht Außenlaststationen
Luft-Luft-Lenkflugkörper
- 2 × RB 24 (Robotsystem 24, schwedische Lizenzproduktion der Ford AIM-9B „Sidewinder“) – infrarotgesteuerter Kurzstrecken-Luft-Luft-Lenkflugkörper

Ungelenkte Luft-Luft-Raketen
- 4 × Startschiene mit je 3 × ungelenkten Luft-Luft-Raketen 75 mm (2,95 inch)

Ungelenkte Luft-Boden-Raketen
- 4 × Startschiene mit je 2 × ungelenkten Luft-Boden-Raketen 80 mm (3 inch)
- 14 × ungelenkte M60-Anti-Panzer-Raketen 135 mm (5,7 inch)
- 14 × ungelenkte M50-Luft-Boden-Raketen 150 mm (5,9 inch)
- 4 × Startschiene mit je einer Anti-Schiff-Rakete 180 mm (7,2 inch)

Ungelenkte Bomben
- 4 × Freifallbombe (125 kg bzw. 275 lb)
- 2 × Napalmbombe (befüllter 500-Liter-Zusatztank)

Zusatzbehälter
- 2 × abwerfbarer Zusatztank mit 400 Liter (106 US gallon) Kerosin
- 2 × abwerfbarer Zusatztank mit 500 Liter (132 US gallon) Kerosin

## Verbleib

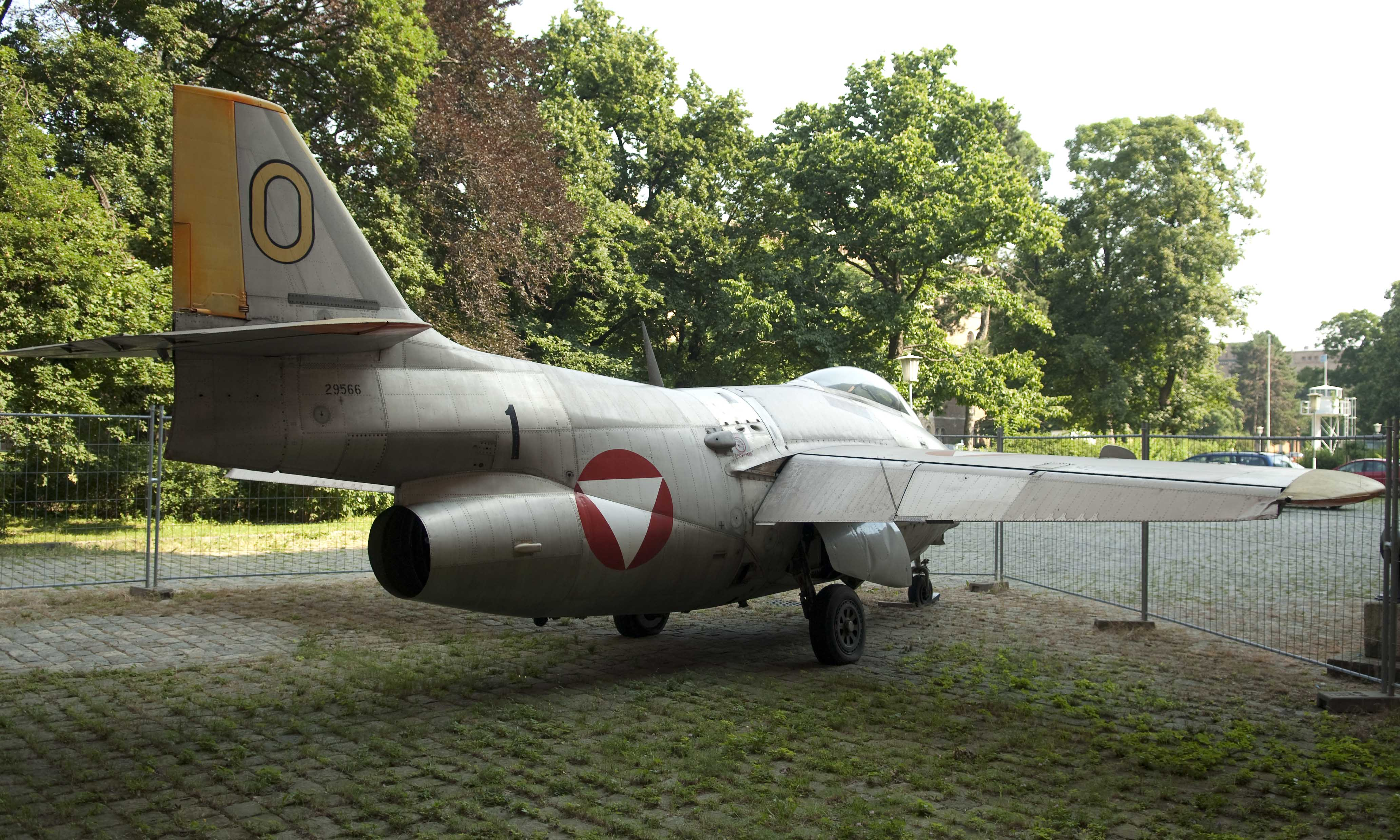
Österreichische Saab 29 im HGM

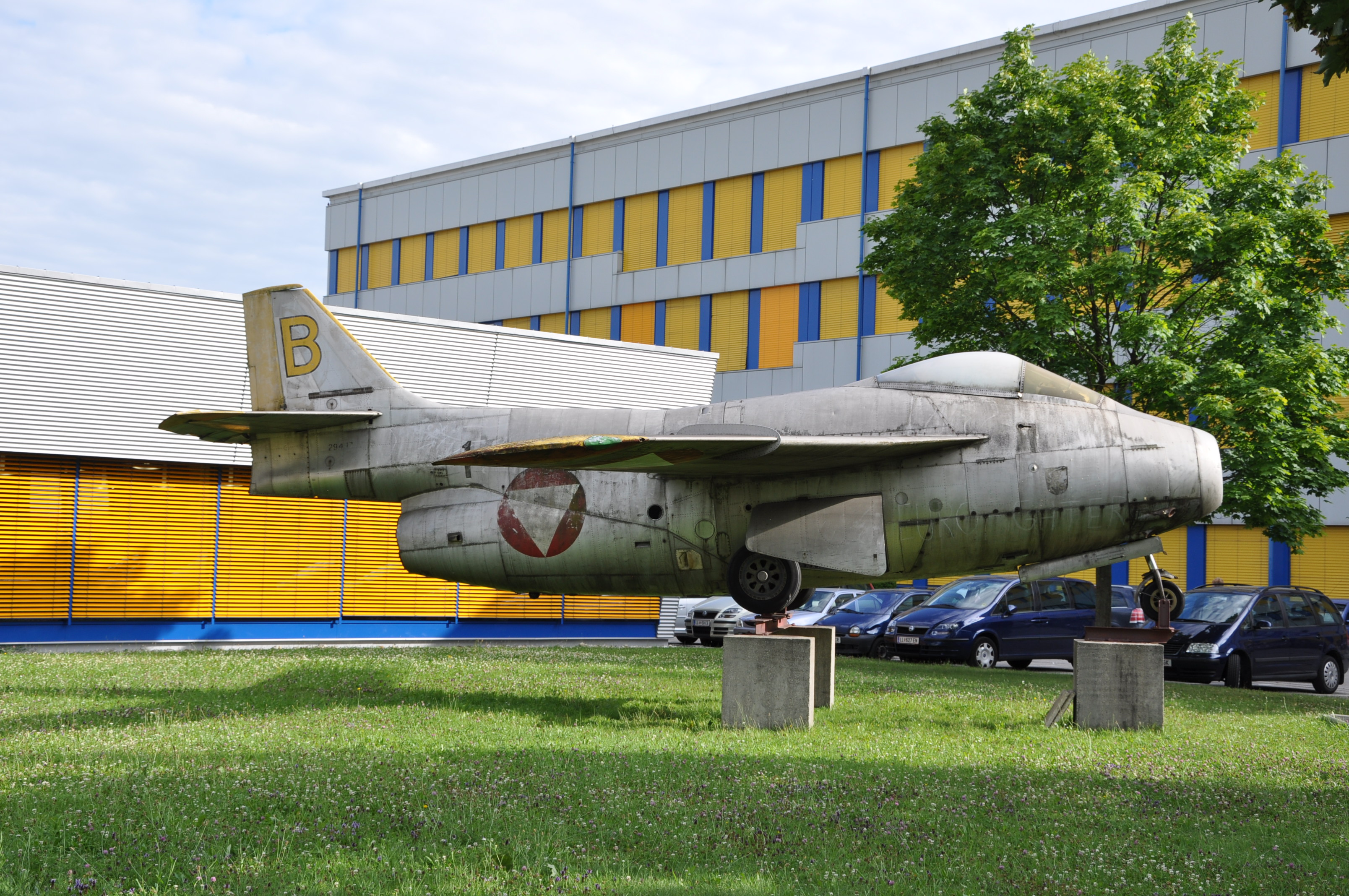
Saab 29 am Schulgelände des LiTec in Linz

Heute existiert neben diversen Maschinen in Museen nur noch ein flugfähiges Exemplar (zivile Registrierung SE-DXB), das sich im Besitz des schwedischen Luftfahrtmuseums befindet und von der F10 Friends Society in Ängelholm betreut wird.
Im Außenbereich des Wiener Heeresgeschichtlichen Museums befindet sich ein rund um die Uhr der Öffentlichkeit zugängliches Modell einer „fliegenden Tonne“, die vom österreichischen Bundesheer ausgemustert wurde. Ein weiteres Modell, welches zuständigkeitshalber dem Heeresgeschichtlichen Museum zuzuzählen ist, befindet sich in der Militärluftfahrtausstellung Zeltweg im Fliegerhorst Hinterstoisser. Eine Maschine befindet sich im Österreichischen Luftfahrtmuseum am Flughafen Graz Thalerhof. Ein weiteres ausgemustertes Exemplar befindet sich in Linz auf dem Schulgelände des LiTec (HTL Paul-Hahn-Straße), eine Maschine befindet sich im Innenbereich der Kaserne Hörsching (Fliegerhorst Vogler). Eine Maschine befindet sich am Flughafen Wien, eine weitere im steirischen Ratschendorf in Privatbesitz. Eine weitere Maschine ist im Freizeitpark Hubhof im niederösterreichischen Aggsbach Markt ausgestellt.